# Narrabri Shire
Koordinaten: 30° 21′ S, 149° 46′ O

Narrabri Shire ist ein lokales Verwaltungsgebiet (LGA) im australischen Bundesstaat New South Wales. Das Gebiet ist 13.015,0 km² groß und hat etwa 12.700 Einwohner.
Narrabri liegt im Norden des Staates in der Northern Region etwa 545 km nördlich der Metropole Sydney und 580 km südwestlich von Brisbane. Das Gebiet umfasst 33 Ortsteile und Ortschaften: Baan Baa, Bohena Creek, Boolcarroll, Bullawa Creek, Bulyeroi, Couradda, Cuttabri, Drildool, Edgeroi, Eulah Creek, Gwabegar, Harparary, Jacks Creek, Jews Lagoon, Kaputar, Maules Creek, Merah North, Narrabri, Nowley, Spring Plains, Tarriaro, Turrawan, Wee Waa, Yarrie Lake und Teile von Banoon, Bellata, Boggabri, Burren Junction, Millie, Pilliga, Wean und Willala. Der Sitz des Shire Councils befindet sich in der Stadt Narrabri im Osten der LGA, wo etwa 5.500 Einwohner leben.

## Verwaltung
Der Narrabri Shire Council hat neun Mitglieder, die von den Bewohnern der LGA gewählt werden. Narrabri ist nicht in Bezirke untergliedert. Aus dem Kreis der Councillor rekrutiert sich auch der Mayor (Bürgermeister) des Councils.
Bis zur Wahl 2016 hatte der Council zwölf Mitglieder.